# Гвоздена гарда
Гвоздена гарда (рум. Garda de fier) био је назив за покрет крајње деснице који је деловао у Румунији између два светска рата. Њени чланови промовисали су ултранационализам, фашизам, антикомунизам, антисемитизам и посебно заговарали православље.
Покрет је основао Корнелију Кодреану 1927. године, под називом Легија Архангела Михаила. Кодреану је био вођа покрета све до атентата на њега 1938. године. Чланови ове организације били су познати под именом „легионари“, па је тако и сам покрет понекад називан Легионарски покрет. Кодреану је формирао Гвоздену гарду као паравојно крило Легије, али је убрзо назив Гвоздена гарда прешао и на Легију.
Историчар Стенли Пејн истиче како је Гвоздена гарда била један од необичнијих фашистичких покрета у међуратном раздобљу, јер је прихватала религију, односно православље. За разлику од већине осталих фашистичких покрета који су одбацивали религију, онда је код Гвоздене гарде била саставни део програма деловања организације. Сам Кодреану био је поштовалац религијског мистицизма, који је спас нације видео у духовном васкрснућу.
Припадници покрета носили су зелене униформе и поздрављали једни друге уздигнутом десницом. Симбол покрета био је решеткасти крст са три окомите и водоравне пречке. Чланови Гвоздене граде сматрали су за своје највеће непријатеље актуелне политичаре и Јевреје. Одбацивали су капитализам и заговарали националну економију.
Утицај Гвоздене гарде у Румунији порастао је током Велике економске кризе почетком 1930-их. Дана 10. децембра 1933, румунски премијер Јон Дука забранио је деловање покрета и покренуо прогон чланова Гарде. Међутим, ускоро је и сам постао њиховом жртвом, када су га чланови Гарде убили 29. децембра.
На парламентарним изборима у Румунији 1937. године, Гвоздена гарда је била трећа странка по снази у Парламенту са својих 15,5% освојених гласова, одмах иза Либералне и Сељачке странке. Фебруара 1938, краљ Карол II извршио је државни удар и распустио Парламент. У априлу је наредио је хапшење Кодреануа, који је новембра исте године удављен у затвору.
Након рестаурације парламентаризма 1939. године, овај период постојања Гарде обележиле су унутрашње борбе за превласт, након Кодреануове смрти. Дана 4. септембра 1940, Гарда је формирала савез са генералом Јоном Антонескуом. Након Каролове абдикације, Гарда је Румунију прогласила „Националном легионарском државом“. Њено вођство је одмах увело ригорозне антисемитске законе, подстицало погроме над Јеврејима и политичке атентате.
Антонеску је убрзо закључио да је Гвоздена гарда претерала, па се обрачунао с њима у тродневним борбама 24. јануара 1941. године. Антонескуа је након обрачуна подупрла немачка војска. Гвоздена гарда је била поражена, а већина њеног чланства склонила се у нацистичку Немачку.